# World Habitat Award
Die World Habitat Awards wurden 1985 von der Building and Social Housing Foundation ins Leben gerufen – als Beitrag der United Nations zum Internationalen Jahr der Häuser für Obdachlose 1987.
Alljährlich werden zweimal fünf Finalisten gekürt und unter diesen zwei Preise vergeben, einer für ein Projekt des Südens und einer für ein Projekt des Nordens, wobei die Grenzziehung weniger der Geographie, als dem Entwicklungsstand des jeweiligen Landes entspricht. Die Einreichungen werden von einer internationalen Expertenjury begutachtet, die Preise sind mit jeweils 10.000 £ dotiert und werden alljährlich am ersten Montag im Oktober, am World Habitat Day, feierlich überreicht.

## Bisherige Auszeichnungen
| Jahr | Projekt des Südens | Projekt des Nordens                                                                              |
| ---- | --- | ------------------------------------------------------------------------------------------------ |
| 1986 | Sonatala Milan Sangha, West Bengal (Indien) | Batıkent Project, Ankara (Türkei)                                                                |
| 1987 | Rural Housing Programme (Malawi) | Walter Segal Self-build Housing Project, London (Großbritannien)                                 |
| 1988 | One Million House Programme (Sri Lanka) | St Vincent de Paul Village, San Diego (USA)                                                      |
| 1989 | Ismailia Development Projects (Ägypten) | Industrial Habitat Project, Givisiez (Schweiz)                                                   |
| 1990 | National Housing Programme (Costa Rica) | Reconstruction of Hiroshima City and Danbara Redevelopment (Japan)                               |
| 1991 | The Core Shelter Housing Project (Philippinen) | Attic Flats Project (Tschechien) The Frank G. Mar Community Housing Project, Oakland (USA)       |
| 1992 | The Kampung Improvement Programme, Surabaya (Indonesien)                                                                                                  | Tampines Town (Singapur)                                                                         |
| 1993 | Ju'er Hutong Courtyard Housing Project, Beijing (China)                                                                                                   | Housing Cooperative Ludwig-Frank, Mannheim (Deutschland)                                         |
| 1994 | Indore Habitat Project See Slum Networking (Indien) | Skotteparken Low-energy Housing Project, Ballerup (Dänemark)                                     |
| 1995 | Build Together Programme (Namibia) | Tent City, Boston (USA)                                                                          |
| 1996 | Viviendas del Hogar de Cristo, Guayaquil (Ecuador) | Tatry and Arbour Mill Non-profit Housing Project, Toronto (Kanada)                               |
| 1997 | Urban Management in Curitiba – Building Full Citizenship (Brasilien)                                                                                      | Europahaus Langenhagen (Deutschland)                                                             |
| 1998 | The Grameen Bank Housing Programme (Bangladesh) | Wintringham Port Melbourne Hostel, Melbourne (Australien)                                        |
| 1999 | Promotion of Woodless Construction (Burkina Faso, Mali und Niger)                                                                                         | The Grow Home, Montreal (Kanada)                                                                 |
| 2000 | New Living Program, Perth (Australia) | Chagas 2000, Fundación Pro Habitat (Bolivien)                                                    |
| 2001 | Orangi Low-cost Housing and Sanitation Programme, Karachi (Pakistan)                                                                                      | East Lake Commons Conservation Community, Atlanta (USA)                                          |
| 2002 | National Housing Institute/Habitat (Cuba) | Setagaya-Ku Fukasawa Symbiotic Housing, Tokyo (Japan)                                            |
| 2003 | Rural Health and Environment Programme, Gram Vikas (Indien)                                                                                               | The Prince George, New York (USA)                                                                |
| 2004 | La Paz Post-earthquake Reconstruction Programme, FUNDASAL (El Salvador)                                                                                   | The Eldonian Village, Liverpool (Großbritannien)                                                 |
| 2005 | Energy Efficient Straw-bale Housing Project (China) | Solar Housing Renovation Project in Gårdsten (Schweden)                                          |
| 2006 | Aga Khan Planning and Building Services (Pakistan) | Johannesburg Housing Company (Südafrika)                                                         |
| 2007 | Ecomaterials in Social Housing Projects, CIDEM (Kuba) | ZukunftsWerkStadt Leinefelde (Deutschland)                                                       |
| 2008 | Preventing Typhoon Damage to Housing (Vietnam) | Community Land Trust Innovation, Champlain Housing Trust (USA)                                   |
| 2009 | Technological Transfer Processes for Popular Habitat, AVE/CEVE (Argentinien)                                                                              | Building Partnerships to Eradicate Poverty, Barka (Polen)                                        |
| 2010 | Local Housing Movement Program, The Better Life Association for Comprehensive Development (Ägypten)                                                       | Ekostaden Augustenborg, City of Malmö and MKB Housing Company (Schweden)                         |
| 2011 | Housing for Health Programme, Healthabitat (Australia) | Community Programme for Neighbourhood Improvement, Secretaría de Desarrollo Social (Mexiko)      |
| 2012 | South-South Cooperation, Federación Uruguaya de Cooperativas de Vivienda por Ayuda Mutua (Uruguay)                                                        | Green Mortgage, INFONAVIT (Mexiko)                                                               |
| 2013 | Hebron Old City Rehabilitation Programme, Hebron Rehabilitation Committee (Israel und Palästina)                                                          | The 100,000 Homes Campaign, Community Solutions (USA)                                            |
| 2014 | Liter of Light @ Night, MyShelter Foundation (Philippinen)                                                                                                | Housing First, Y-Foundation (Finnland)                                                           |
| 2015 | Caño Martín Peña Community Land Trust, Fideicomiso de la Tierra del Caño Martín Peña (Puerto Rico)                                                        | Self-Help Housing in the North of England, Giroscope and Canopy Housing (Vereinigtes Königreich) |
| 2016 | A Roof, A Skill, A Market, Nubian Vault Association - AVN (Burkina Faso)                                                                                  | More than Housing, Baugenossenschaft mehr als wohnen (Schweiz)                                   |
| 2017 | Post-Haiyan Self-Recovery Housing Programme, Care International UK (Philippinen)                                                                          | Mutual Housing at Spring Lake, Mutual Housing California (USA)                                   |
| 2018 | Pakistan Chulahs: The smokeless stoves empowering women and changing lives, Heritage Foundation, (Pakistan)                                               | Affordable and safe housing for single mothers in Japan, Little Ones, (Japan)                    |
| 2019 | Restoration of dignity and human rights of indigenous tribal community in Karnataka, ActionAid India, Koraga Federation, Samagra Grameena Ashram (Indien) | Viviendas para las Entidades Sociales, Fundació Hàbitat3 (Spanien)                               |
| 2020 | Integrating indigenous knowledge and technology for safer habitat, Aga Khan Agency for Habitat (Pakistan)                                                 | Homelessness prevention in Newcastle upon Tyne, Newcastle City Council (Vereinigtes Königreich)  |